# Laurent Lafitte

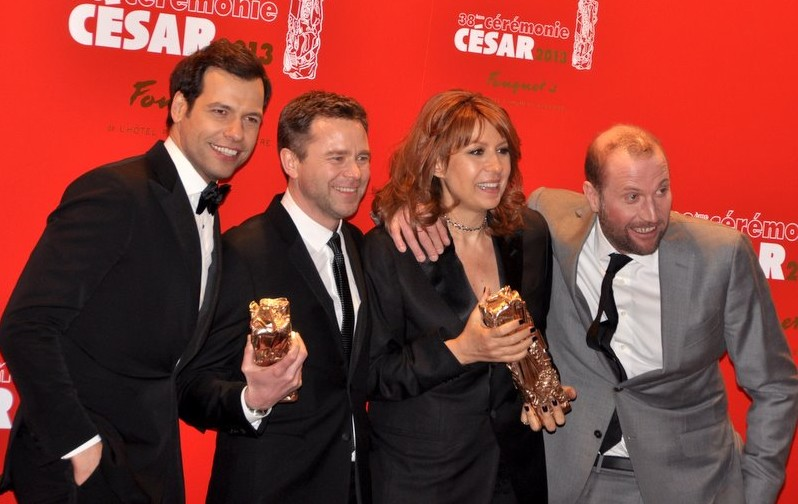
Lafitte (z lewej) na 38. ceremonii wręczenia Cezarów, z Guillaume’em de Tonquédekiem, Valérie Benguigui i François Damiensem

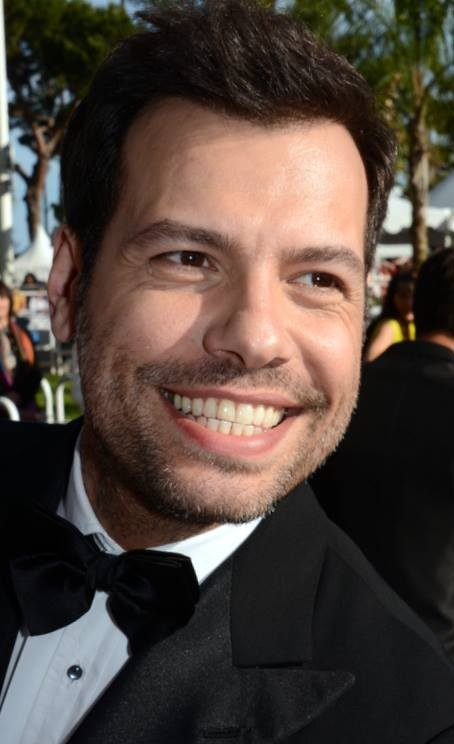
Laurent Lafitte na festiwalu w Cannes 2013

Laurent Lafitte (ur. 22 sierpnia 1973 r. w Fresnes w regionie Île-de-France, w departamencie Dolina Marny) – francuski aktor i scenarzysta filmowy.
Studiował aktorstwo w Conservatoire national supérieur d’art dramatique (CNSAD) w Paryżu.

## Filmografia

### Filmy fabularne
- 1998: Le plaisir (et ses petits tracas) jako współbiesiadnik 2
- 1999: Moja piękna teściowa (Belle-maman) jako Franck
- 2000: Purpurowe rzeki (Les rivières pourpres) jako Hubert, syn dziekana uczelni
- 2001: Boomer jako Didier
- 2002: Mój idol (Mon idole) jako Fabrice
- 2003: Wariaci z Karaibów (Mais qui a tué Pamela Rose ?) jako włoski ratownik w ambulansie
- 2004: Młodzi, piękni i szaleni (Les gaous) jako Bertrand
- 2004: Sny o potędze (Narco) jako animator karate-show
- 2004: Rola życia (Le Rôle de sa vie) jako Arnaud
- 2006: Nie mów nikomu (Ne le dis à personne) jako Bask
- 2006: Prezydent (Président) jako zastępca majora
- 2007: Tajemnica (Un secret) jako żandarm
- 2007: Siedemnasty stopień (La 17ème marche) jako porucznik
- 2008: Zgiełk wokół nas (Le Bruit des gens autour) jako Philippe
- 2010: Niewinne kłamstewka (Les Petits Mouchoirs) jako Antoine
- 2010: Jak kochać, to we dwoje (L’Amour c'est mieux à deux) jako Sylvain
- 2010: Razem to zbyt wiele (Ensemble c'est trop) jako Hervé
- 2012: Nieobliczalni (De l'autre cote du periph) jako François Monge
- 2013: Piękne dni (Les Beaux jours) jako Julien
- 2013: Dziewczyna z lilią (L'écume des jours) jako dyrektor spółki
- 2013: Fanka (Elle l'adore) jako Vincent Lacroix
- 2013: Riwiera dla dwojga (Love Punch) jako Vincent Kruger
- 2014: Tristesse Club jako Léon
- 2014: Elle l'adore jako Vincent Lacroix
- 2015: Papa ou maman jako Vincent Leroy
- 2015: L'Art de la fugue jako Antoine
- 2015: Boomerang jako Antoine
- 2016: Elle jako Patrick
- 2016: Au revoir là-haut

### Seriale TV
- 1992: Pierwsze pocałunki (Premiers baisers) jako mężczyzna
- 1993: Sekunda B (Seconde B) jako Patrick
- 1993: Klasa modelki (Classe mannequin) jako Juan
- 1994: Karine i Ari (Karine et Ari)
- 1998: Adwokaci i spółki (Avocats & associés) jako prawnik
- 1999: Coronation Street jako Sacha
- 2002: Caméra café jako Nicolas Carton
- 2003: Julie Lescaut jako Mari de Valérie